# Janusz Siekański
Janusz Siekański (ur. 11 kwietnia 1968 w Krakowie) – polski szachista.

## Kariera szachowa
Wielokrotnie startował w finałach mistrzostw Polski juniorów, największy sukces osiągając w 1986 r. w miejscowości Miętne, gdzie zdobył brązowy medal w kategorii do 19 lat. W 1989 r. jedyny raz w karierze zakwalifikował się do finału indywidualnych mistrzostw Polski, zajmując w Słupsku IX miejsce. W tym samym roku wystąpił w rozegranym w Polanicy-Zdroju turnieju pamięci Akiby Rubinsteina. W 1991 r. zdobył w Mikołajkach tytuł drużynowego mistrza Polski, natomiast w 1993 r. w Kaliszu – tytuł drużynowego mistrza Polski w szachach błyskawicznych (oba tytuły w barwach klubu Stilon Gorzów Wielkopolski).
Najwyższy ranking w karierze osiągnął 1 stycznia 1990 r., z wynikiem 2370 punktów dzielił wówczas 41-45. miejsce wśród polskich szachistów. Od 1995 r. nie uczestniczy w turniejach klasyfikowanych przez Międzynarodową Federację Szachową.

## Działalność społeczna
W 2004 założył z Maciejem Srebrą i Zbigniewem A. Wójcikiem spółkę Rodzice dla Szkoły, która finansuje związane z Opus Dei szkoły katolickie w Polsce i do 2016 był jednym z trojga członków jej rady nadzorczej. W 2008 pełnił funkcję prezesa stowarzyszenia Sternik, a w latach 2010–2017 wiceprezesa Fundacji Edukacyjnej „Sternik”, która wraz z Fundacją Współpracy Międzynarodowej kontroluje spółkę Rodzice dla Szkoły.

## Życie prywatne
Żoną Janusza Siekańskiego jest Izabela Siekańska (z domu Łaszewska), polska szachistka. Również ich dzieci: Maria oraz Zuzanna uprawiają tę dyscyplinę sportu.